# فلويد بي. باركس
فلويد بي. باركس (بالإنجليزية: Floyd B. Parks)‏ هو ضابط وطيار أمريكي، ولد في 16 يناير 1911 في سالزبوري في المملكة المتحدة، وتوفي في 4 يونيو 1942 في جزر الميدواي في الولايات المتحدة.